# Tenedos grandis
Tenedos grandis là một loài nhện trong họ Zodariidae.
Loài này thuộc chi Tenedos. Tenedos grandis được Rudy Jocqué & Léon Baert miêu tả năm 2002.